# قلعة الدمام
قلعة الدمام انتشر على ساحل الخليج العربي العديد من القلاع في القرون السابقة مثل قلعة تاروت ودارين وأيضا قلعة الدمام التي ليس لها وجود الآن إلا في المصادر التاريخية

## مؤسس قلعة الدمام
هناك قولين في تأسيس هذه القلعة وغيرها من قلاع ساحل الخليج العربي
- أسسها الغزاة البرتغاليون قرابة عام 930هـ، أثناء احتلالهم للبحرين والقطيف.[1]

يذكر الشيخ حمد الجاسر، عن قلاع المنطقة الشرقية التالي (حين امتد نفوذ البرتغاليين على سواحل الخليج العربي، فاتخذوا فيه قلاعا في الدمام وتاروت والقطيف)

ويذكر عبد الرحمن عبد الكريم العبيد- حسب رأيه-، عن قلعة الدمام التالي (تشير الشواهد التاريخية إلى ان البرتغال هم أول من بنى قلعتها المسماة بـ «قصر الدمام»)
- يرجح بعض المؤرخين أن باني قلعة الدمام رجل يدعى رحمة بن جابر الجلاهمة، هاجر إلى الدمام نازحا إليها من قطر عام 1225هـ.[4]

## الموقع
تقع قلعة الدمام على الساحل الجنوبي الشرقي من منطقة القطيف

## السكان
لا يوجد ذكر لسكان بلدة الدمام قبل عام 1200هـ، حيث تذكر بعض المصادر الحديثة بأن بلدة الدمام لم تكن سوى قلعة وحولها مجموعة من المساكن المؤقتة، تابعة لعدد من العشائر القطرية والبحرانية المناوئة لأسرة آل خليفة، حكام البحرين، سكنوا هذه المنطقة في الفترة الواقعة بين عام (1225هـ، 1288هـ)، ومن أشهر هذه العشائر، آل جلاهمة، وآل سميط، الفياحين، القناعات، وآل بن علي، وآل بو عينين، والعماير - فرع من قبيلة بني خالد - وبني هاجر، وآل بو كوارة، ومجموعة من النجادة، وأخرى من البلوش، إضافة إلى أسرة الشيخ عبد الله بن أحمد آل خليفة حاكم البحرين المخلوع، هذا تحديدا ما تخبرنا به المصادر التاريخية المختلفة عن سكان بلدة الدمام في تلك الفترة.

## تصميم القلعة
قلعة الدمام قلعة مستطيلة الشكل مبنية من الحجارة البحرية والطين، تقع وسط البحر، فهي محاطة بمياه البحر من جميع الجهات، ويبعد مبنى القلعة عن الشاطئ الرئيسي قرابة كيلو متر واحد، تقريبا؛ ومن المرجح أنها بنيت في الأساس على جزيرة صغيرة، وتصف الوثائق العثمانية هيئة وتصميم قلعة الدمام عام 1287هـ على النحو التالي:
(وأطلقت المدفعية إحدى وعشرين طلقة، وعوينت القلعة (قلعة الدمام)، واتضح أنها أمتن مما يعتقد العامة، فهي محاطة بثلاثة أسوار حصينة، وبها أحد عشر مدفعا).

## الحقب التاريخية التي مرت بالقلعة
تبين لنا المصادر التاريخية المختلفة أن قلعة الدمام مرت بثلاث حقب تاريخية، تبدأ الحقبة الأولى بذكر القلعة بعد سيطرة الدولة السعودية الأولى على القطيف قرابة عام 1206هـ، زمن الإمام عبد العزيز بن محمد آل سعود، وخلال هذه الحقبة، تحديدا، لجأ رحمة بن جابرالجلاهمة إلى قلعة الدمام مهاجرا إليها من قطر قرابة عام 1225هـ، وظلت هذه القلعة تابعة للدولة السعودية الأولى حتى سقوطها عام 1233هـ، ثم تدخل القلعة الحقبة الثانية لها بقيام الدولة السعودية الثانية على يد الامام تركي بن عبد الله آل سعود قرابة عام 1340هـ، وأبرز ما يميز هذه الفترة انتشار الفوضى في منطقة حوض الخليج العربي عموما حيث تخلل هذه الفترة القضاء على رحمة بن جابر الجلاهمة قرابة عام 1242هـ، وتنتهي الحقبة الثانية باحتلال القوات العثمانية للمنطقة - القطيف والأحساء - عام 1288هـ، وبذلك تبدأ المرحلة الثالثة والأخيرة حيث تفتح قلعة الدمام بدون حرب ويستسلم أميرها السعودي المدعو “طحنون”، وتستمر السيطرة العثمانية على المنطقة حتى عام 1331هـ، حيث يستولي الملك عبد العزيز على المنطقة الشرقية، وينهي الوجود العثماني في المنطقة نهائيا.

### الحقبة التاريخية الأولى القلعة في العهد السعودي الأول
وخلال فترة الدولة السعودية الأولى التي لا تزيد على 100عام امتد نفوذ هذه الدولة تدريجيا حتى استطاعت السيطرة على معظم موانئ ومدن السوحل الشرقية للجزيرة العربية، كان هذا الإنجاز في عهد الإمام عبد العزيز بن سعود، وبتحالفه مع عرب القواسم الذين كانوا يمتلكون ثاني أكبر أسطول بحري عربي في حوض الخليج العربي بعد الأسطول العماني، وفي عام 1224هـ استطاعت القوات السعودية السيطرة على جزيرة البحرين، ونظرا لاتساع المنطقة جغرافيا؛ تم استحداث تنظيم إداري أشبه ما يكون بالولاية، يضم الأحساء وقطر والقطيف والبحرين، وعين على هذه المقاطعة الأمير السعودي المشهور عبد الله بن عفيصان، الذي عمل على كف يد آل خليفة عن حكم جزيرة البحرين، ودفعهم إلى مغادرتها إلى الزبارة، وفي هذه الفترة كانت قلعة الدمام تابعة للأمير السعودي عبد الله بن عفيصان.
وبعد هذه الأحداث مباشرة اتصل الشيخ عبد الرحمن آل فاضل، خال أسرة “آل خليفة” بإمام مسقط الذي كان - في تلك الفترة - في تحالف مع القوات الإنجليزية، ويعد العدة لتدمير الموانئ والسفن التابعة لأسطول القواسم، أو القراصنة - كما كان الإنجليز يسمونهم - بهدف إيقاف، أو الحد من عملية اتساع وانتشار النفوذ السعودي – القاسمي في منطقة سواحل حوض الخليج العربي، ونتيجة لهذا التحالف بين السيد سعيد سلطان مسقط والشيخ عبد الرحمن آل فاضل، عمل الأول على إمداد الشيخ عبد الرحمن آل فاضل بالمال والسفن، وأمره بالسفر إلى بر فارس لطلب المساعدة من الشيخ جبارة بن محمد النصوري حاكم بندر الطاهري، حليف السيد سعيد سلطان عمان، لإمداده بالرجال، وفعلا اتصل الشيخ عبد الرحمن بالشيخ جبارة الهولي فأرسل معه قبيلة بني مالك سكان بلدة الخرة في بر فارس، فشن هذا التحالف حملة كبيرة على البحرين، وخور حسان القطري، مقر رحمة بن جابر الجلاهمة، حليف السعوديين، كان هذا الهجوم في عام 1225هـ.
نتج عن هذه الحملة استعادة البحرين، وطرد الحامية السعودية منها، ومن مينائي “خور حسان” والزبارة، الذين تم تدميرهما وإحراقهما بالكامل.
وبعد الاستيلاء على خور حسان، معقل “رحمة بن جابر الجلاهمة” على سواحل قطر، اضطر للهجرة إلى الدمام، وأقام في قلعتها - هو وإبراهيم بن عبد الله بن عفيصان - وتبعهما جملة من القبائل والعشائر القطرية الموالية، وعندما علم الإمام عبد العزيز بن سعود آل سعود بخبر استيلاء الشيخ عبد الرحمن آل فاضل على جزيرة البحرين قام بإطلاق سراح شيوخ البحرين المحتجزين لديه، بعد الاتفاق معهم على ضرورة الاعتراف بالسيادة السعودية على البحرين، ودفع الزكاة له، وقد وافق حاكم البحرين - الشيخ سلمان بن أحمد، وشقيقه عبد الله - على هذه الشروط، وعادا إلى البحرين.

#### هدم قلعة الدمام للمرة الأولى
نتيجة لانشغال السعوديين بالزحف المصري تجاه العاصمة الدرعية، واتفاقهم مع أسرة آل خليفة - حكام البحرين، أعداء عشيرة آل جلاهمة - شعر رحمة بن جابر - المقيم في قلعة الدمام - بفقدان الأهمية والضعف، فاضطر إلى الخروج على طاعة الحكومة السعودية، فأعلن العصيان عليها بالتحالف مع إمام مسقط، ضد حكام البحرين من آل خليفة، فأسخط هذا التحالف الأمير السعودي، فقام بحمله ضد رحمة بن جابر في عام 1231هـ، فاقتلعه من القلعة بعد تدميرها، فانتقل رحمة بن جابر وجماعته إلى بندر بوشهر على الساحل الإيراني، وفي بندر بوشهر استضافهم حاكمها الشيخ محمد آل مذكور، وأمر بتخصيص حي مستقل لسكنهم.

#### إعادة بناء القلعة
وفي عام 1233هـ، أي بعد سنتين، تقريبا، من إقامة رحمة بن جابر الجلاهمة في بندر بوشهر، علم - وهو في الساحل الإيراني - بخبر سقوط الدولة السعودية الأولى، نتيجة اجتياح قوات محمد علي باشا، والي مصر، للأراضي السعودية وتدميرها للعاصمة الدرعية، وبعد أن أعاد المصريون تنظيم المنطقة بإعادة السلطة في الأحساء والقطيف إلى أسرة آل عريعر، شيوخ قبيلة بني خالد، حيث عين محمدا وماجدا ابني عريعر أمراء على واحة الأحساء في حين عين الشيخ الضرير سعدون، أميرا على واحة القطيف، وخلال هذه الفترة، تحديدا، سمحت السلطات المصرية لرحمة بن جابر الجلاهمة ومن يتبعه بالعودة إلى المنطقة والإقامة في قلعة الدمام، وفي هذه السنة، تحديدا، مر الكابتن الإنجليزي، ج. فوستر سادلير بقلعة الدمام والمنطقة عموما، وذكر بان رحمة بن جابر أعاد ترميم هذه القلعة.

### الحقبة التاريخية الثانية القلعة في العهد السعودي الثاني
سيطرت القوات المصرية على الحجاز ونجد وأجزاء من سواحل شرق الجزيرة العربية خلال العام 1233هـ، واستطاع والي مصر محمد علي باشا الحصول على اعتراف رسمي من الدولة العثمانية بالسيطرة على إقليم الحجاز وأراضي وسط الجزيرة العربية، في حين طلب منه الانسحاب من سواحل المنطقة الشرقية، وتسليم واحتي الأحساء والقطيف إلى والي بغداد داود باشا الذي شاركت قواته، أيضا، في هذه الحملة ضد السعوديين، حيث طالب الحكومة العثمانية بضرورة إعادة هذه الأراضي، وضمها إلى ولاية بغداد كما هو حالها قبل السيطرة السعودية عليها، وفعلا أمر السلطان العثماني إبراهيم باشا بالانسحاب من هذه الأراضي وتسليمها إلى والي بغداد داود باشا، وبعد وصول الأوامر انسحب القائد المصري من الأحساء إلى نجد والحجاز، ولكنه لم يتخل، فعليا، عن هذه السواحل، وسنرى أن القائد إبراهيم باشا أبقى على السلطة السعودية في نجد تابعة له، وأخذ يدعمها في حروبها ضد آل عريعر حكام الأحساء المعينين من قبل والي بغداد داود باشا.

#### إحراق قلعة الدمام
بعد عودة رحمة بن جابر من منفاه الاختياري في بندر بوشهر إلى الدمام، واتخاذه من قلعة الدمام مقرا له، كان ذلك في عام 1233هـ، مباشرة، بعد سقوط الدولة السعودية الأولى على يد القائد المصري إبراهيم باشا، ولكن بمجرد انسحاب القوات المصرية من المنطقة تحرك الإمام تركي بن عبد الله آل سعود نحو الدمام، وأمر بإحراق قلعتها وطرد رحمة بن جابر منها، فأحرقت القلعة عام 1234هـ وفر رحمة بن جابر إلى بوشهر مرة ثانية وأقام فيها.

#### إعادة ترميم قلعة الدمام
وفي عام 1240هـ تمكن الإمام تركي بن عبد الله بن محمد بن سعود من إعادة فتح الرياض، وعاد في هذا العام رحمة بن جابر الجلاهمة إلى الدمام وتحالف، مباشرة، مع الإمام السعودي ضد حكام البحرين.
على كل حال كان رحمة حليفا تقليديا للدولة السعودية، ولذا تقرر دعمه للقضاء على حكم آل عريعر أمراء الخوالد في القطيف، أولا، ثم الالتفات إلى آل خليفة في جزيرة البحرين.
وخلال هذه الفترة ظهر على السطح معسكران في منطقة القطيف: الأول سعودي ممثل في رحمة بن جابر الجلاهمة، والثاني خالدي متحالف مع حكام البحرين، وفي هذه الفترة طالب رحمة بن جابر الجلاهمة سكان القطيف بدفع الزكاة له مقابل حماية السفن التجارية التابعة للقطيف، وعندما رفض الأهالي هذا القرار حاصر رحمة ميناء القطيف بحرا.
وبعد عدد من المفاوضات بين أهالي القطيف، ورحمة بن جابر أمير قلعة الدمام تدخل المندوب البريطاني الكولونيل “استانس”، وفك الحصار عن القطيف وعمل على وضع طرادين خارج الدمام لحماية مراكب التجار، ووجه تحذيرا إلى رحمة بن جابر بالكف عن أعمال القرصنة، لذا نجد أن رحمة توقف، مؤقتا، عن الاعتداء، ثم عاد - مرة أخرى - وطالب أهل القطيف بدفع الزكاة عام 1241هـ، ولكن - ونظرا لكون هذه الأحداث واقعة على ساحل القطيف وخارج المياه الإقليمية للبحرين - فقد صدرت الأوامر الإنجليزية بسحب الطرادين المرابطين قبالة سواحل الدمام، ونظرا إلى كون رحمة بن جابر أحد الموقعين على اتفاقية السلم البحري والتي من شروطها البند التالي:
(إذا لم تكف قبيلة من القبائل عن القرصنة، وجب على القبائل الأخرى أن تجتمع للتباحث في عمل مشترك ضدها، ويمكن إشراك الحكومة البريطانية وقت الحرب وفي توقيع العقوبة على القبيلة المذنبة).
فقد قرر الإنجليز تنفيذ هذا البند من الاتفاقية، فتشكلت فرقة من سفن البحرين وأخرى تابعة للكويت مهمتها مطاردة رحمة بن جابر، والقضاء عليه، وبالفعل قام آل خليفة في عام 1242هـ - بالتعاون مع شيوخ بني خالد - بحصار قلعة الدمام من البر والبحر مما أجبر رحمة على ترك ابنه بشر للدفاع عن القلعة، والتوجه إلى مسقط، في محاولة منه للحصول على دعم من السيد سعيد، ولكن الأخير رفض المساعدة، نظرا لالتزامه باتفاقية السلم البحري، لذا سافر رحمة إلى بوشهر، ولم يحظ بالتأييد اللازم، فاكتفى بتجنيد 30 رجلا من البلوش نظير مبلغ من المال، وعاد بهم إلى قلعة الدمام، وأمر مدفعيتها بإطلاق القذائف كتحية له، ولكن سفن آل خليفة طاردت سفينته “الغطروشة”، وتمكنت من إيقافها بالقرب من رأس تنورة، ودارت بين الطرفين معركة اضطرت رحمة بن جابر إلى الانتحار بتفجير سفينته.

#### تركي بن عبد الله يسيطر على الدمام عام 1246
في أواخر عام 1245هـ زحف الإمام تركي بن عبد الله على الأحساء بقيادة محمد بن عفيصان، وذلك بعد اعترافه بالسلطة الاسمية للمصريين، وضمن لهم دفع الزكاة، ودارت بين السعوديين وبني خالد معركة عظيمة قتل فيها ماجد بن عريعر، زعيم بني خالد، وسيطر الإمام تركي بن عبد الله على الأحساء، وأمر عليها عمر بن محمد بن عفيصان، ثم زحف بقواته على القطيف، بعد أن تلقى ترحيبا من زعماء المنطقة، وبعد دخول القوات السعودية إلى القطيف طلب الإمام تركي بن عبد الله من حاكم البحرين تسليم قلعتي الدمام ودارين لبشر بن رحمة بن جابر طوعا، والالتزام بدفع الزكاة للدولة السعودية، وإلا سيتم إعلان الحرب.
وبالفعل تنازل حاكم البحرين عن قلعتي الدمام ودارين، وتم تعيين بشر بن رحمة أميرا على الدمام ودارين، ووفقا لرواية المؤرخ الإنجليزي “لوريمر” فأن بشر بن رحمة انتقل، فعلا، من مسقط في هذا العام إلى جزيرة تاروت، واستقر في قلعة دارين هو وجماعة من عشيرة آل بو سميط.
كان هدف الإمام تركي من استدعاء بشر بن رحمة، وتعيينه أميرا على قلعتي دارين والدمام لمباشرة تحصيل وجباية الضرائب الخاصة بواحة القطيف، وجزيرة البحرين لصالح بيت مال الدولة السعودية الثانية.
في المقابل تحالف حاكم البحرين الشيخ عبد الله بن أحمد آل خليفة مع فرع العماير من بني خالد، وجهز جيشا بحريا تمكن به من فتح دارين وتاروت، علما بأن أهالي القطيف استغلوا هذه الظروف للانتقام من بشر بن رحمة حيث قاموا بالهجوم عليه في قلعة دارين واجبروه على ترك القلعة، والمغادرة إلى مسقط، في حين أن القوات البحرينية والخالدية حاصرت القوات السعودية في قلعة سيهات، ولكن الإمام فيصل بن تركي آل سعود اضطر للانسحاب من سيهات بعد أن علم بمقتل والده على يد ابن اخته “مشاري بن عبد الرحمن”، وبذلك أصبحت قلعة الدمام تحت تصرف حاكم البحرين الشيخ عبد الله بن أحمد آل خليفة، الذي عين عليها ابنه مباركا.

#### فيصل بن تركي ينتزع قلعة الدمام
بعد 12 سنة، تقريبا، من انسحاب الإمام فيصل بن تركي من منطقة القطيف، نتيجة مقتل والده، عمت الفوضى منطقة القطيف نتيجة وفاة الشيخ خليفة بن سلمان آل خليفة ابن أخ حاكم البحرين، قرابة عام 1250هـ، حيث كانت وفاته بسبب سوء معاملة أبناء حاكم البحرين له، مما تسبب في صراع داخلي في بيت الحكم، في البحرين، تمثل في تمرد الشيخ محمد بن خليفة بن سلمان، ابن المتوفى، على سلطة الشيخ عبد الله بن أحمد آل خليفة حاكم البحرين، واستطاع انتزاع السلطة من يد عم ابيه الشيخ عبد الله حاكم البحرين والانفراد بحكم الجزيرة، قرابة عام 1258هـ.
ونتيجة لذلك انسحب الشيخ عبد الله من البحرين إلى الدمام واحتمى بقلعتها، حيث محل إقامة ابنه الشيخ مبارك، وبدأ الشيخ عبد الله بشن غارات بحرية على البحرين من ملجئه الجديد، كما اتخذ من قلعة الدمام مكانا يدير منه حركة التمرد ضد البحرين، مما أزعج الشيخ محمد بن خليفة، فقام بمساعدة عيسى بن طريف البنعلي، وبشر بن رحمة بفرض حصار على قلعة الدمام، وفي هذه الأثناء عاد الإمام فيصل بن تركي آل سعود من منفاه في مصر إلى نجد في فبراير 1843 – 1258هـ، واستعاد الحكم في الرياض، وزحف على الأحساء، واستولى عليها، ثم توجه إلى القطيف، فوجد الظروف موائمة، فأراد أن يقضي على العتوب، وينهي سيطرتهم على سواحل القطيف دون تدخل منه، وإنما بتحريض بعضهم على بعض.
وعندما عجز الشيخ عبد الله بن أحمد من الانتصار على خصومه في البحرين توجه إلى “بندر نابند” - على الساحل الفارسي - وطلب الدعم من الشيخ أحمد بن سيف آل حرمي حاكم “نابند”، وفي هذه الإثناء أعلن الإمام فيصل بن تركي الحرب على الشيخ عبد الله آل خليفة، وحاصر ولده الشيخ مبارك، أمير قلعة الدمام، من البر والبحر، وكان هذا الحصار في عام 1260هـ.
وهنا تدخل أمير الكويت بمد يد العون للشيخ عبد الله لمساعدة عتوب الدمام المحاصرين، ولكن حصار قلعة الدمام لم يدم طويلا، فبعد أسبوعين، ونتيجة عدم التمكن من الحصول على إمدادات إضافية، عرضت الحامية، المقيمة في القلعة، الاستسلام للأمير فيصل بن تركي، ودخل السعوديون القلعة، وغنموا ما فيها من الغنائم، ووضع في القلعة حامية سعودية مكونة من 100 رجل، وفر أمير قلعة الدمام “مبارك” إلى الصحراء، وأقام مع قبيلة بني هاجر.
هذه الأخبار لم تحزن الشيخ عبد الله بن أحمد فقط بل كانت مخيبة لآمال بشر بن رحمة الجلاهمة، أيضا، فقد كان موعودا من قبل الشيخ محمد بن خليفة بإعادته إلى الدمام وتسليمه مفاتيح قلعتها، ولكن موقف حاكم البحرين كان سلبيا بالنسبة لبشر؛ إذ إنه - ومباشرة بعد سيطرت القوات السعوديين على قلعة الدمام - اعترف حاكم البحرين الشيخ محمد بن خليفة بسلطة الإمام فيصل على الدمام والقطيف.

#### محمد بن خليفة يحاصر قلعة الدمام
بعد سنة، فقط، من استيلاء الإمام فيصل بن تركي على قلعة الدمام، أخذ حاكم البحرين الشيخ محمد بن خليفة يماطل في دفع الزكاة للأمير السعودي، وبدأ في معارضة اتساع النفوذ السعودي، وأدرك أن مساعدته للإمام فيصل بن تركي في الاستيلاء على “قلعة الدمام” كانت ضد استقرار حكمه، وأمن بلاده؛ لذا أخذ يفكر في حل يمنع من وقوع بلاده تحت السيطرة السعودية، وتحالف مع الشيخ حمد بن مجدل العميري شيخ جزيرة جنة، وحاصر القوات السعودية في قلعة الدمام، وخلال هذه الفترة تحالف الإمام فيصل مع الشيخ عبد الله بن أحمد آل خليفة وأولاده مبارك وناصر، ورتب انتقال الشيخ عبد الله من الكويت إلى جزيرة تاروت في عام 1263هـ، وأسكنه في “قلعة دارين”، وبقي فيها بدون أنصار، إلى أن استطاع الإمام فيصل من إقناع الشيخ حمد بن مجدل العميري، شيخ جزيرة (جنة)، بالتخلي عن دعم الشيخ محمد بن خليفة آل خليفة حاكم البحرين، والانضمام إلى الجيش السعودي، فوجد حاكم البحرين نفسه مضطرا للتفاهم مع الأمير السعودي، وفعلا تم التوصل إلى تسوية، تعهد فيها الإمام فيصل بعدم دعم الشيخ عبد الله بن أحمد في محاولاته لاستعادته سلطته على جزيرة البحرين، وفي المقابل تعهد الشيخ محمد آل خليفة بأن يدفع الزكاة السنوية للدولة السعودية.

#### محمد بن عبد الله آل خليفة أميرا على قلعة الدمام
توفي الشيخ عبد الله بن أحمد آل خليفة، في مسقط، عام 1265 هـ في محاولة يائسة لجمع الأنصار ضد حاكم البحرين، وعندئذ تنصل الشيخ محمد بن خليفة آل خليفة من دفع زكاة جزيرة البحرين للسعوديين، وأخذ يهدد بمهاجمة أبناء الشيخ عبد الله بن أحمد المقيمين في قلعة دارين والدمام، وعندما علم الإمام فيصل بتحرشات حاكم البحرين غادر الرياض، بنفسه، متجها إلى سواحل الأحساء وقطر.
وبعد أن اجتمعت تحت رايته مجموعة من قبائل قطر الخارجة على حكومة آل خليفة في البحرين، انتقل إلى الدمام، وعين الشيخ محمد بن عبد الله بن أحمد آل خليفة أميرا في قلعتها، وفي عام 1270هـ هاجم الإمام فيصل بن تركي جزيرة البحرين بألفي رجل في 120 مركبا كانت تخص الشيخ محمد بن عبد الله آل خليفة أمير “قلعة الدمام”، وقبيلة البوعينين، وعندما علم المقيم البريطاني بخبر الهجوم على البحرين تحرك بسفينتين حربيتين وهما “الفرات” و”كلايف”، وعمل على إبعاد محمد بن عبد الله وجماعته من البحرين، وأمرهم بمغادرة “قلعة الدمام” إلى جزيرة قيس، على الساحل الفارسي، ولكنهم لم يغادروا الدمام.
وفي عام 1272هـ وصلت إلى الدمام جماعات من قبيلة آل بن علي مهاجرين من جزيرة قيس على الساحل الفارسي، وانضمت إلى الشيخ محمد بن عبد الله آل خليفة، ثم تدخلت بريطانيا، وأجبرت آل بن علي على مغادرة الدمام إلى البحرين، ولم يقف أمير قلعة الدمام عند هذا الحد؛ بل اتصل بعشيرة آل بوكوارة وآل بو سميط المقيمة في بندر جارك على الساحل الفارسي، وحاول التحالف معها ضد حاكم البحرين.
كل هذه التحركات أزعجت الحكومة البريطانية، وأجبرتها على التحرك في عام 1278هـ ضد الدمام، وتوجيه ضربة لها وإجلاء محمد بن عبد الله عنها بالقوة.

#### بريطانيا تدمر قلعة الدمام عام 1282هـ
بعد أن هاجمت القوات البريطانية قلعة الدمام، عام 1278هـ، فر محمد بن عبد الله آل خليفة إلى جهة مجهولة وربما استقر في الصحراء القريبة من الأحساء لاجئا لدى قبيلة بني هاجر، في حين أن الحامية السعودية ظلت في “قلعة الدمام”، ولم تغادرها، ونظرا إلى أن هدف القوات البريطانية كان مقتصرا على مهمة إجلاء أمير قلعة الدمام المناهض لحكومة البحرين، فقد انسحبت القوات البريطانية مباشرة بعد تحقيق هذا الهدف.
وفي عام 1282هـ علمت القوات البريطانية بخبر وفاة الإمام فيصل بن تركي فأصدرت الأوامر - على الفور - بإرسال قوارب مسلحة إلى القطيف تحت قيادة الكابتن “فيلويز” بهدف تدمير السفن الحربية التابعة للسعوديين، وبالفعل تم تدمير برج أبو الليف المخصص لحراسة طريق السفن التجارية الداخلة إلى ميناء القطيف، كما تم مهاجمة “قلعة الدمام” بإنزال فرقة من المشاة إلى البر، ولكن القوة البريطانية فؤجئت بوجود أعداد كبيرة من المقاتلين في قلعة الدمام، فاضطرت القوة المهاجمة للانسحاب إلى القوارب، بعد أن خسرت ثلاثة قتلى وجريحين، وفي اليوم التالي عاودت القوات الإنجليزية هجومها على قلعة الدمام، وقت ارتفاع المد، وذلك بإطلاق القذائف، والصواريخ والرصاص، فمالت أسوار قلعة الدمام نتيجة هذا القصف، ولكنها لم تدمر تماما.

### الحقبة التاريخية الثالثة قلعة الدمام في العهد العثماني الثاني
بعد وفاة الإمام فيصل بن تركي آل سعود، قرابة عام 1282هـ حدث خلاف حاد بين أبناء الإمام فيصل على السلطة، فانقسمت البلاد إلى معسكرين: الأول في الرياض بقيادة عبد الله بن فيصل آل سعود، والآخر: في الأحساء والقطيف بقيادة سعود بن فيصل آل سعود، ودارت بين أبناء الأمام فيصل معارك كثيرة نتج عنها اتصال الأمير عبد الله بن فيصل آل سعود بوالي بغداد أحمد مدحت باشا، الذي تحرك بقوة كبيرة برية وبحرية عام 1288هـ من البصرة يساندها حاكم الكويت الشيخ عبد الله ال صباح، وبالفعل استطاعت هذه القوات فتح جميع قرى القطيف، بما في ذالك “قلعة الدمام”، وتفاصيل هذا الفتح كالتالي - نقلا عن ترجمة تقرير قائد الحملة العثمانية الفريق محمد نافذ باشا -:
(استؤنف التحرك نحو الدمام، وعند وصول العساكر الشاهانية أمام قلعة الدمام فر عبد العزيز بن سعود منها، ليلا، وتمت مخاطبة “طحنون” - محافظ القلعة التابع لابن سعود - تحريريا عدة مرات؛ بخصوص إطلاق سراح محمد - شقيق عبد الله آل فيصل - المحبوس في القلعة، وتسليم القلعة، وإلا سيتم الاستيلاء عليها عنوة - بعون الله -خلال أربع ساعات، وبذلك تراق الدماء، وتتلف الأموال والأشياء، بينما لن يتعرض أحد للأذى في حالة تسليم القلعة، وقد رد المذكور بأنه - إذا كان تم الاستيلاء على قلعة القطيف فإنه سيسلم القلعة بلا قتال، ويطلق سراح محمد المذكور.
وبعد أن أكدنا له أن القلعة المذكورة أخذت عن طريق الحرب، قام بإطلاق سراح محمد آل فيصل، وتسليم القلعة، وعرض الانقياد والطاعة، وعلى الفور دخلت العساكر الشاهانية القلعة ورفع العلم العثماني عليها وأطلقت المدفعية إحدى وعشرين طلقة، وتم تأمين الأهالي على أرواحهم وأموالهم، وعلى الفور عوينت القلعة المذكورة، وهي عبارة عن سور من ثلاث طبقات كما أنها متينة وحصينة للغاية، وبأبراجها أحد عشر مدفعا؛ تسعة منها مصنوعة من الحديد، واثنان من النحاس الأصفر، وقد تم الاستيلاء على ما فيها من ذخائر وبارود وأدوات نارية، وإيصاد أبوابها، كما تم التحفظ على الأسلحة والأرزاق وخلافه، الخاصة ببيت المال، وقد ترك فصيل من العساكر الشاهانية لحراستها، كما تم إخراج “طحنون” المذكور منها مساء واصطحابه - هو ومحمد الفيصل المذكور - مع العساكر الشاهانية التي عادت إلى القطيف، وقد تم كساء المذكور بالخلعة اللازمة، وسنوافيكم بما سيحدث من أعمال وتحركات عسكرية. 26 مايو سنة 1287هـ. الفريق محمد نافذ)

## بيان بأسماء (أمراء) قلعة الدمام وفترات سكنهم والدول التابعين لها
| م  | الاسم                              | الفترة          | إجمالي الفترة | الدولة التابع لها          | ملاحظات                                                                                    |
| -- | ---------------------------------- | --------------- | ------------- | -------------------------- | ------------------------------------------------------------------------------------------ |
| 1  | رحمة بن جابر الجلاهمة              | 1225هـ - 1231هـ | 5 سنوات       | الدولة السعودية الأولى     | انتقل ارحمه بن جابر من قطر إلى الدمام بعد تدمير معظم تلك السواحل على يد عبد الرحمن آل فاضل |
| 2  | مهجورة                             | 1231هـ - 1233هـ | سنتان         | الدولة السعودية الأولى     | تم هدم القلعة                                                                              |
| 3  | رحمة بن جابر الجلاهمة              | 1233هـ - 1234هـ | سنة واحدة     | والي مصر إبراهيم باشا      | عاد رحمه بن جابر إلى الدمام بدعم من القوات المصرية ورمم القلعة                             |
| 4  | مهجورة                             | 1234هـ - 1240هـ | 6 سنوات       | الدولة السعـــودية الثانية | تم هدم وإحراق القلعة                                                                       |
| 5  | رحمة بن جابر الجلاهمة              | 1240هـ - 1242هـ | سنتين         | فراغ في الحكم              | مقتل رحمه في راس تنورة عام 1242هـ                                                          |
| 6  | مبارك بن عبدالله بن أحمد آل خليفة  | 1242هـ - 1246هـ | 4 سنوات       | حاكم البحرين               | --                                                                                         |
| 7  | بشر بن رحمه الجلاهمة               | 1246هـ - 1247هـ | سنه واحده     | الدولة السعودية الثانية    | تركي بن عبد الله آل سعود يستولي على قلعة الدمام ويعيين بشر بن رحمه الجلاهمة اميرا فيها     |
| 8  | مبارك بن عبد الله بن أحمد آل خليفة | 1449هـ - 1250هـ | سنه واحدة     | حاكم البحرين               | في هذه السنوات قتل الامام تركي بن عبد الله ونفي الامام فيصل بن تركي إلى مصر                |
| 9  | مبارك بن عبد الله بن أحمد          | 1258هـ 1268     | 10 سنوات      | الدولة السعودية الثانية    | عاد الامام فيصل من منفاه في مصر واستولى على الرياض والاحساء والقطيف                        |
| 10 | محمد بن عبد الله بن أحمد           | 1268هـ - 1278هـ | 10 سنوات      | الدولة السعــودية الثانية  | --                                                                                         |
| 11 | حامية سعودية                       | 1278هـ 1288هـ   | 10 سنوات      | الدولة السعــودية الثانية  | هدمت القلعة بواسطة الانجليز                                                                |
| 12 | طحنون                              | 1288هـ          | ---           | الدولة السعــودية الثانية  | محافظ قلعة الدمام التابع للامام سعود بن فيصل                                               |
| 13 | مهجوره                             | 1288هـ - 1331هـ | ---           | الدولة العثمانية           | تم الاستغناء عنها بإنشاء قلعة عنك                                                          |
| 14 | الملك عبد العزيز                   | 1331هـ          |               | الدولة السعــودية الثالثة  | استخدمت القلعة كمركز لسلاح الحدود إلى ان هدمت                                              |